# Макрина Старшая
Макрина Старшая (греч. Μακρίνα; 270 — около 340 года) — мать Василия Старшего и бабушка Василия Великого, Григория Нисского, Петра Севастийского, Навкратия и Макрины Младшей.

## Биография
Работы Василия указывают на то, что он учился у Григория Чудотворца и что именно его учения, переданные через Макрину Василию и Григорию, оказали особое влияние на двух братьев-каппадокийцев.
Её дом находился в Неокесарии в Понте, и, по словам Григория Богослова, во время гонений на христиан при Галерии и Диоклетиане Макрина бежала с мужем к берегам Чёрного моря. Когда преследование прошло, Макрина и её семья вернулись в Неокесарию.
Так как Макрина сама овдовела, в христианстве она является покровительницей вдов. Макрина также является покровительницей бедняков. Её день памяти отмечается 14 января. Предположительно она умерла в начале 340-х годов.